# جيمي أندرسون (لاعب كرة قدم)
جيمي أندرسون (بالإنجليزية: Jimmy Anderson)‏ (26 يوليو 1913 في المملكة المتحدة - 1 يناير 1993) هو لاعب كرة قدم بريطاني (وحمل سابقاً جنسية المملكة المتحدة لبريطانيا العظمى وأيرلندا) في مركز الظهير. لعب مع كوين أوف ساوث ونادي برينتفورد ونادي كارلايل يونايتد وويغان أتلتيك ونادي بليث سبارتانز ودارلينجتون إف سى.